# Lin Carter
Lin Carter, voluit Linwood Vrooman Carter (9 juni 1930 - 7 februari 1988) was een Amerikaans sciencefiction en fantasyschrijver.

## Korte biografie
Nadat hij diende in de Koreaanse Oorlog studeerde hij aan de Columbia University. Zijn eerste boek dat uitgegeven werd was The Wizard of Lemuria, het eerste boek van zijn "Thongor the Barbarian"-serie. Zijn bekendste werken zijn de "Callisto" en "Zanthondon" boeken. Met collegaschrijver en mentor L. Sprague de Camp schreef hij diverse Conan de Barbaar-boeken. Ook maakten ze diverse onvoltooide Conanverhalen af van de vroeg gestorven Conanbedenker Robert E. Howard. Lin Carter en L. Sprague de Camp waren ook lid van de literaire genootschappen Trap Door Spiders en Swordsmen and Sorcerers' Guild of America (SAGA). Behalve schrijver was hij ook criticus in bladen als Castle of Frankenstein en The Year's Best Fantasy Stories. Ook werkte hij voor uitgever Ballantine Books, waar hij werk van o.a. Lord Dunsany, Clark Ashton Smith en Evangeline Walton opnieuw uitbracht. Ook hielp hij nieuwe schrijvers, waaronder Katherine Kurtz. De kettingrokende Carter stierf in 1988 aan kanker. Hij werd slechts 57 jaar.

## Beknopte bibliografie
- Thongor de Barbaar (fantasy)

1. 1965 - The Wizard of Lemuria
2. 1966 - Thongor of Lemuria
3. 1967 - Thongor Against the Gods
4. 1968 - Thongor in the City of Magicians
5. 1968 - Thongor at the End of Time
6. 1970 - Thongor Fights the Pirates of Tarakus

- 1968 - De schatten des tijds (Tower at the Edge of Time)
- 1969 - Achter de poorten van de droom (Beyond the Gates of Dream)
- De kronieken van Kylix (fantasy)

1. 1971 - Kadji, de jonge krijgsman (The Quest of Kadji)
2. 1973 - The Higher Heresies of Oolimar
3. 1976 - The Curious Custom of the Turjan Seraad
4. 1978 - The Wizard of Zao
5. 1984 - Kellory the Warlock

- Callisto serie (sciencefiction)

1. 1972 - Jandar, slaaf op Callisto (Jandar of Callisto)
2. 1972 - Het zwarte legioen van Callisto (Black Legion of Callisto)
3. 1973 - Luchtpiraten van Callisto (Sky Pirates of Callisto)
4. 1975 - Keizerin van Callisto (Mad Empress of Callisto)
5. 1975 - De tovenaars van Callisto (Mind Wizards of Callisto)
6. 1975 - Lankar of Callisto
7. 1977 - Ylana of Callisto
8. 1978 - Renegade of Callisto

- De groene ster

1. 1972 - Onder de groene ster (Under the Green Star)
2. 1973 - When the Green Star Calls
3. 1974 - By the Light of the Green Star
4. 1975 - As the Green Star Rises
5. 1976 - In the Green Star's Glow

- Zanthodon

1. 1979 - Journey to the Underground World
2. 1980 - Zanthodon
3. 1980 - Hurok of the Stone Age
4. 1981 - Darya of the Bronze Age
5. 1982 - Eric of Zanthodon

- Bibsys: 90802064
- Biblioteca Nacional de España: XX880130
- Bibliothèque nationale de France: cb11895361s (data)
- CiNii: DA04864806
- Gemeinsame Normdatei: 124171494
- International Standard Name Identifier: 0000 0000 8088 4280
- Library of Congress Control Number: n50033947
- MusicBrainz: ddeeff8e-bcc6-43b2-b7b6-3e0271e8c182
- Bibliotheek van het Japanse parlement: 00435432
- Nationale Bibliotheek van Tsjechië: xx0002330
- Nationale bibliotheek van Australië: 35026288
- Nationale Bibliotheek van Israël: 987007349865105171
- Nationale Bibliotheek van Polen: a0000001151374
- Nationale en Universitaire bibliotheek Zagreb: 000209174
- Nederlandse Thesaurus van Auteursnamen: 070016429
- Réseau des bibliothèques de Suisse occidentale: 02-A009324833
- SNAC: w6722qvb
- Système universitaire de documentation: 026769530
- Trove: 799907
- Virtual International Authority File: 9844269
- WorldCat: E39PBJxMhfvJpCkHJFC8t3Krv3